# جولای رگه‌دار
جولای رگه‌دار (نام علمی: Ploceus manyar) نام یک گونه از سرده جولاها است که در جنوب آسیا قرار دارد. آنها در مستعمرات کوچک اغلب در تله‌های نعلبکی در نزدیکی حوض آب قرار می‌گیرند.